# Taravao (Tahiti)
Pour les articles homonymes, voir Taravao.

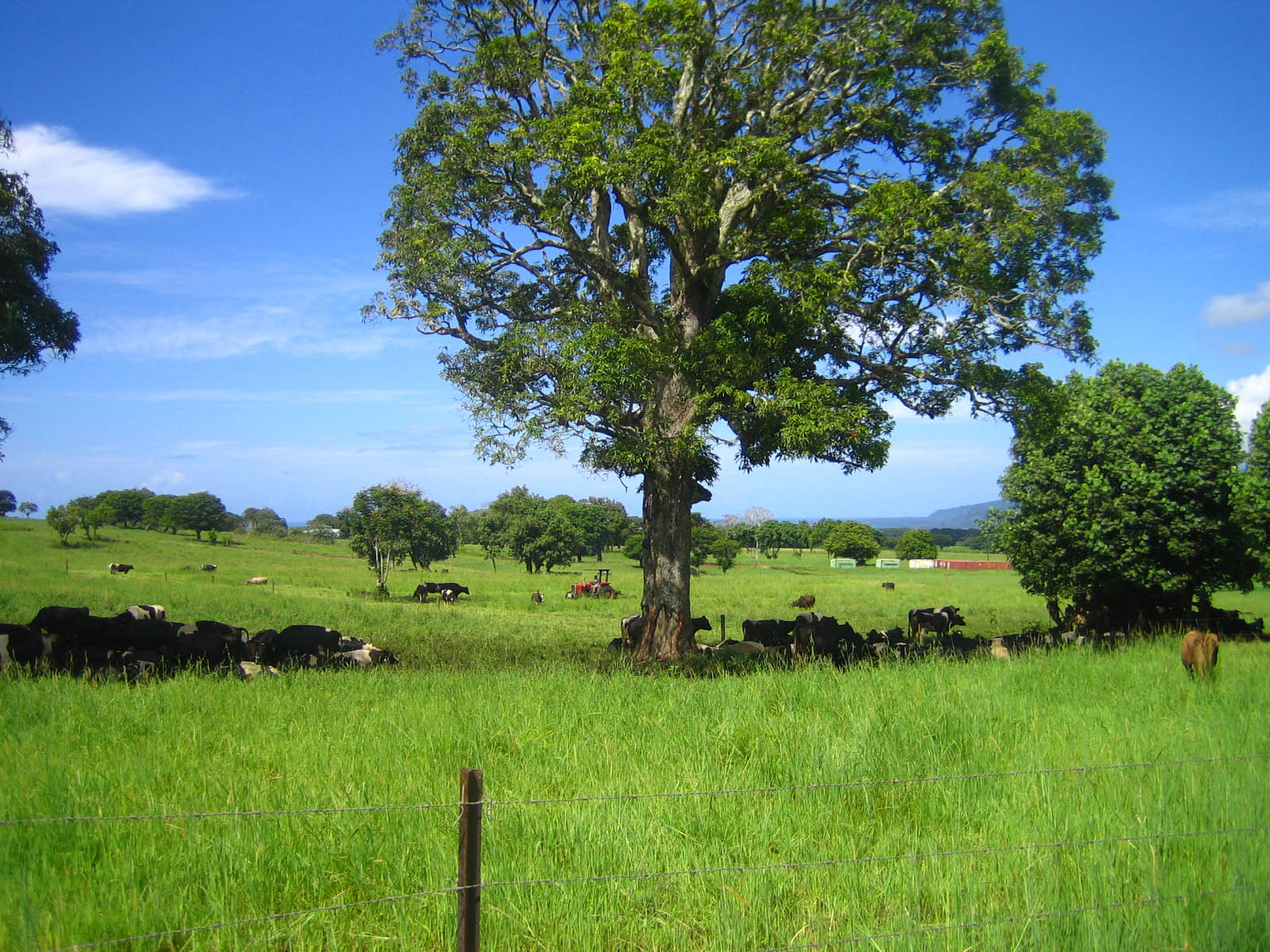
Troupeau de vaches laitières

Taravao est une ville et un lieu dit de la commune associée d'Afaahiti à Taiarapu-Est, en Polynésie française. Elle est située au sud-est de l'île de Tahiti, à peu près à l'opposé de Papeete (environ 55 km par la côte est ou 60 km par la côte ouest).
Taravao est le passage obligé pour atteindre la presqu'île de Tahiti puisqu'elle se situe sur l'isthme homonyme, lequel relie l'île principale de Tahiti (Tahiti Nui, « Grand Tahiti ») et la presqu'île (Tahiti Iti, « Petit Tahiti »). 
L'élevage de vaches laitières sur le plateau permet une petite production de lait frais sur l'île de Tahiti : le lait Vai Ora. C'est le seul lait frais commercialisé dans toute la Polynésie. Les pâturages de Taravao, bien arrosés par les pluies, permettent cette production concurrencée par les importations en provenance de Nouvelle-Zélande. Le lait Vai Ora est d'ailleurs à l'origine des uniques fromages locaux de Polynésie. La Fromagère de Tahiti a créé en 2016 l'unique fabrication de fromages en Polynésie française. Elle transforme le lait local et fabrique de manière artisanale des fromages aux noms rendant hommage à l'archipel : Saint-Tahitien, Tomme du Vent, Palet du Plateau. 
Le climat est agréable, la commune connue pour abriter la baie Phaéton.

## Démographie
La commune se développe rapidement et est appelée à devenir la deuxième grande ville de Tahiti.
Voici un tableau démographique sur la commune de Afaahiti-Taravao :
| 1977                                                    | 1983  | 1988  | 1996  | 2002  | 2007  | 2012  |
| ------------------------------------------------------- | ----- | ----- | ----- | ----- | ----- | ----- |
| 1 460                                                   | 1 876 | 2 378 | 3 315 | 4 487 | 5 321 | 5 815 |
| Sources ISPF, Mairie de Afaahiti-Taravao * : estimation |       |       |       |       |       |       |

## Économie
Les principales activités économiques sont l'agriculture (avec notamment l'élevage bovin essentiellement sur le plateau de Taravao) et la zone industrielle de Taravao (usine Morinda, atelier relais, écloserie de crevettes).

## Équipements
La ville de Taravao possède une mairie, un bureau de poste, un poste de gendarmerie nationale, un centre des jeunes adolescents, des groupes d'aide psycho-pédagogique, une église, un temple protestant, une caisse de prévoyance sociale, l'hôpital de Taravao, un centre pour personnes âgées, trois stations-service, une Banque de Polynésie, une Banque de Tahiti, la Socredo.

## Enseignement
Taravao compte trois écoles, deux collèges et deux lycées :

### Écoles
- École élémentaire du Sacré-Cœur (école maternelle et école primaire privée catholique)
- École maternelle de Hei Tamahere
- École primaire de Ohiteitei

### Collèges
- Le Collège du Sacré-Cœur
- Le Collège de Taravao

### Lycée
- Le lycée polyvalent de Taiarapu-nui
- Le lycée du Sacré-Cœur, inauguré le 8 mai 2014
- Lycée professionnel agricole protestant